# Ласмидитан
Ласмидитан - лекарственный препарат для лечения мигрени. Одобрен для применения: США (2019).

## Механизм действия
Агонист серотониновых рецепторов 5-HT1F.

## Показания
Приступы мигрени с аурой или без ауры у взрослых.